# Вере (приток Куры)
Вере (груз. ვერე) — река в Восточной Грузии, правый приток Куры. Берёт начало на восточных склонах Триалетского хребта, поблизости горы Дидгори. Длина реки — 45 км, площадь бассейна — 194 км². В Куру впадает в пределах города Тбилиси.
Питание смешанное: снеговое, дождевое и грунтовое. Среднегодовой расход воды 0,97 м³/с. Основные притоки: левые — Ластисцихисхеви, Венахевисхеви, правый — Бетаниисцкали. Наводнение весной, межень летом и зимой. Наблюдаются периодические паводки. В среднем и нижнем течении используется для орошения.
Грузинский историк и географ Вахушти Багратиони упоминает реку под названием Сквирети.
В ущелье реки находится Грузинская Бетания, Тбилисский зоопарк и детский городок «Мзиури».

## Наводнение 2015 года
В 2015 году в ночь с 13 на 14 июня в ущелье реки Вере произошло сильное наводнение. Были затоплены жилые дома и здания, повреждены дороги, нарушена инфраструктура. В результате разгула стихии погибло 19 человек, ещё 3 пропали без вести. От наводнения катастрофически пострадал Тбилисский зоопарк, вода полностью уничтожила его нижнюю часть, погибло много животных.